# 麥爾斯·路易斯-斯凱利
麥爾斯·安東尼·路易斯-斯凱利（2006年9月26日—），英格蘭足球運動員，司職左翼衛或中場，現效力於英超球隊阿仙奴及英格蘭足球代表隊。

## 俱樂部生涯

### 早年生涯
路易斯-斯凱利在2006年9月26日出生於英格蘭大倫敦的坎伯韋爾丹麥山。他童年時期就讀於赫特福德郡奧爾登納姆學校。路易斯-斯凱利在九歲時加入英超球隊阿仙奴的青訓學院。他與其好友和隊友伊桑·溫拿尼同屆畢業，並在6–1大勝雷丁的比賽中達成他們U18隊的首次亮相，還一起為球隊建功。
路易斯-斯凱利在2023年2月下旬與兵工廠達成為期兩年的獎學金合同，若優秀表現持續的話則有機會獲得一紙職業合約。在2022–23賽季英格蘭足總青年盃系列賽中，他大放異彩，其球隊也因此一路高歌猛進至決賽，惜最後以1–5不敵西漢姆聯。兵工廠U18主帥杰克·威尔希尔於3–2險勝劍橋聯U18的八強賽賽後稱讚路易斯-斯凱利的發揮，形容其有能力在球場上做到教練無法教導的事情。在接續對上曼城U18的半決賽中，他在加時最後一分鐘攻破對方門將的十指關，助兵工廠以2–1晉級。

### 兵工廠
2023年10月5日，兵工廠宣佈與路易斯-斯凱利簽下首份職業合約。球員本人則於2024年9月22日與曼城2–2握手言和的英超比賽中首次身披一線隊球衣，在下半場傷停補時階段替補尤里恩·廷伯上陣。他在10天後達成其個人首次歐冠亮相，於90分鐘接替布卡約·薩卡登場，該場比賽「槍手」以2–0力克巴黎聖日耳門。
路易斯-斯凱利在2025年1月25日對上狼隊的賽事中於己方禁區弧頂外踢跌馬特·多赫蒂，球證米高·奧利華認為該犯規性質嚴重，因此直接出示紅牌，「槍手」最終仍以1–0全取三分，而紅牌則在三天後上訴得直獲撤銷，令路易斯-斯凱利得以免除原先禁賽三場的懲罰。隔月2日，路易斯-斯凱利在主場對上曼城的比賽攻入其個人英超首球，助「槍手」在客場以5–1旗開得勝。同月22日，後備上陣的他因對已控球越過中線，準備單刀的穆罕默德·庫杜斯粗野犯規而再次染紅，間接導致兵工廠未能扭轉0–1負予西漢姆聯的敗局。

## 國家隊生涯

### 青年隊
路易斯-斯凱利的父母皆是英國人，祖父母則是加勒比海混血兒（巴貝多、圭亞那、牙買加和聖露西亞）。他有資格為英格蘭或巴貝多出戰，並曾在兵工廠青訓學院受訓期間與後者一線隊一起訓練。路易斯-斯凱利後來選擇代表前者，參加其U-16級別比賽，後來亦被選進2023年歐洲U-17足球錦標賽的U17青年隊名單中。在該屆比賽的第二場分組賽中，他開場7分鐘便為球隊取得開門紅，助英格蘭U17以4–1奏凱，提前晉身八強階段。
2023年10月9日，路易斯-斯凱利在法國利摩日對上東道主的比賽中初次在英格蘭U-18隊亮相，惜該場比賽他們以0–2落敗。他在一個月後的11月2日獲列進「幼獅軍團」的2023年國際足總U-17世界盃的大軍名單中。於2024年9月7日1–1迫和克羅地亞U19的比賽中，路易斯-斯凱利首次為英格蘭U19披掛上陣。

### 成年隊
2025年3月14日，路易斯-斯凱利首次入選英格蘭成年代表隊，在主教練托马斯·图赫尔的帶領下參加2026年國際足總世界盃外圍賽對壘阿爾巴尼亞和拉脫維亞的比賽。他在一星期對陣前者的比賽中以左翼衛身份正選上陣，並在第20分鐘為球隊先拔頭籌，賽後更因出色表現獲選為當場最佳球員。路易斯-斯凱利也憑此打破此前由馬古斯·拉舒福特保持的紀錄，以18歲176天之齡成為「三獅軍團」首秀進球最年輕的球員。

## 踢球風格
路易斯-斯凱利的主要位置為正中場，但也能勝任攻擊中場或防守中場，其多面性使其無論在兵工廠U21或一線隊時期皆大多被指派客串左翼衛的角色。Goal.com的查爾斯·沃茨（Charles Watts）評價他幾乎擁有成為頂級球員所需的一切特質：腳下控球能力出眾、不錯的技術和能從禁區跑到另一禁區的充沛體能。在踢球風格上，路易斯-斯凱利被認為可對標迈克尔·埃辛與阿图罗·比达尔兩位可掌控比賽的全能中場。

## 生涯數據

### 俱樂部
最後更新：2025年2月16日
| 俱樂部    | 賽季     | 聯賽     | 聯賽 | 聯賽 | 足總盃 | 足總盃 | 聯賽盃 | 聯賽盃 | 洲際賽 | 洲際賽 | 其他 | 其他 | 總計 | 總計 |
| 俱樂部    | 賽季     | 聯賽     | 上陣 | 進球 | 上陣   | 進球   | 上陣   | 進球   | 上陣   | 進球   | 上陣 | 進球 | 上陣 | 進球 |
| --------- | -------- | -------- | ---- | ---- | ------ | ------ | ------ | ------ | ------ | ------ | ---- | ---- | ---- | ---- |
| 兵工廠U21 | 2022–23  | —        | —    | —    | —      | —      | —      | —      | —      | —      | 2    | 0    | 2    | 0    |
| 兵工廠U21 | 2023–24  | —        | —    | —    | —      | —      | —      | —      | —      | —      | 2    | 0    | 2    | 0    |
| 兵工廠U21 | 總計     | 總計     | —    | —    | —      | —      | —      | —      | —      | —      | 4    | 0    | 4    | 0    |
| 阿仙奴    | 2024–25  | 英超     | 16   | 1    | 1      | 0      | 5      | 0      | 7      | 0      | —    | —    | 29   | 1    |
| 生涯數據  | 生涯數據 | 生涯數據 | 16   | 1    | 1      | 0      | 5      | 0      | 7      | 0      | 4    | 0    | 33   | 1    |

1. 1 2  英格蘭足球聯賽錦標賽
2. ↑  歐冠

### 國家隊
最後更新：2025年3月24日
| 國家隊 | 年份 | 上陣 | 進球 |
| ------ | ---- | ---- | ---- |
| 英格兰 | 2025 | 2    | 1    |
| 總計   | 總計 | 2    | 1    |

### 國家隊進球
| 球數 | 日期          | 場館               | 上陣 | 對手       | 比分 | 結果 | 類別                       | 來源   |
| ---- | ------------- | ------------------ | ---- | ---------- | ---- | ---- | -------------------------- | ------ |
| 1    | 2025年3月21日 | 英国倫敦溫布利球場 | 1    | 阿尔巴尼亚 | 1–0  | 2–0  | 2026年國際足總世界盃外圍賽 | [ 38 ] |

## 榮譽及獎項
兵工廠U21
- 英格蘭足總青年盃亞軍：2022–23[39]

## 外部連結
- Soccerway資料庫：麥爾斯·路易斯-斯凱利
- 足球数据库：麥爾斯·路易斯-斯凱利的球员统计数据